# Валлонская гвардия

Солдат Валлонской гвардии,
1717 г.

Валлонская гвардия (исп. Guardia valona) — бывшая пехотная часть испанской армии. Часть располагалась в Валлонии (современная Бельгия). Валлонская гвардия была элитным подразделением по охране внутренней безопасности Испании и поддержанию общественного порядка и подавлению бунтов против Испании.

## История

### Истоки
Валлонская гвардия возникла в момент, когда Нидерланды были частью Испанских Нидерландов. Первые полки Валлонской гвардии были сформированы во Фландрии и Валлонии из 4000 самых высоких и сильных мужчин-валлонцев.

### Создание
Решение о создании Валлонской гвардии было принято 17 октября 1702 Филиппом V и новое подразделение прибыло в Испанию в декабре следующего года. Они были связаны с испанской гвардией, появившейся незадолго до этого. Оба полка были с жёсткой дисциплиной. Мундиры были темно-синие, красные и серебряные.

### Набор
После объявление независимости северной части Испанских Нидерландов и подписания Утрехтского договора в 1714 году валлоны продолжали служить в испанской армии совместно с иностранными солдатами из Швейцарии, России и Италии. Валлонская гвардия осталась в Валлонии, в гвардию набирали преимущественно валлонцев.

### Конец XVIII века
Когда Валлония была захвачена и аннексирована Первой Французской Республикой в 1794 году, регион по-прежнему отправлял для набора в гвардию 400 новобранцев через пункт набора в Льеже.

### Война за полуостров
Часть Валлонской гвардии была размещена в Мадриде во время французской оккупации в октябре 1808 года, и они были включены в армию, которая уже включала значительное число бельгийских и голландских подразделений. Четыре батальона гвардии Валлонии, гарнизон в Барселоне и Арагоне продолжают военные действия против французов. Приток валлонцев настолько сократился, что гвардия в январе 1812 года состояла из двух батальонов, несмотря на предложения испанских добровольцев о вступлении в гвардию вместо валлонцев.

### После восстановления
С восстановлением испанской монархии Бурбонов в 1814 году Королевская гвардия была собрана, но трудности с набором валлонцев сохранились, и в Валлонской гвардии стали служить в основном испанцы. На 1 июня 1818 года Валлонская гвардия была переименована во второй полк королевской гвардии Испании, тем самым окончательно потеряв свои традиции. В 1824 году в гвардию не взяли ни одного валлонца. Этот год является прекращением существования Валлонской гвардии.